# Реде тот Дракестейн, Хендрик ван
Хендрик Адриан ван Ре́де тот Дракестейн (нидерл. Hendrik Adriaan van Rheede tot Draakestein; 1637—1691) — нидерландский ботаник и колониальный политический деятель.

## Биография
Хендрик ван Реде родился, предположительно, в начале 1637 года в семье Эрнста ван Реде. Его мать умерла в феврале 1637 года, а отец, Эрнст ван Реде, умер в 1640 году. После смерти отца Хендрика имение Дракестейн досталось его старшему брату, Годарду. Второй брат Хендрика, Йохан, был энсином; Фредерик, капитан, был убит в 1649 году в сражении с Португалией; Антоний был пажом Принца Оранского; Карел был рыцарем Иоганнского протестантского ордена. Хендрик в детстве был отдан на службу во флоте. Около 1657 года Хендрик был записан мичманом в Голландскую Ост-Индскую компанию.
Реде принимал участие в первой осаде Кочина в 1662 году под командовением адмирала Рейклофа ван Гунса. После второй, успешной осады города (1663) Реде, а также Йохан Бакс и Баренд ван Схёйленбург были произведены в ранг капитана. В 1669 году Хендрик ван Реде был назначен главой Голландского Малабара.
В 1677 году Реде вернулся в Нидерланды. С 1684 года Хендрик был главным представителем Голландской Ост-Индской компании.
15 декабря 1691 года Хендрик ван Реде умер на борту корабля, направлявшегося в Сурат. Похоронен в Сурате в январе 1692 года.

## Некоторые научные работы
- Hortus indicus malabaricus. 1678—1703. 12 vols.
- Malabaarse Kruidhof. 1720

## Таксоны растений, названные в честь Х. ван Реде
- Rheedia L., 1753 [syn.  Garcinia L., 1753]